# 米格尔·安东尼奥·卡塔兰·萨纽多
米格尔·安东尼奥·卡塔兰·萨纽多（西班牙語：Miguel Antonio Catalán Sañudo，1894年10月9日—1957年11月11日）是一位西班牙光谱学家。

## 简历
1894年10月9日，他出生于萨拉戈萨，曾在萨拉戈萨大学获得化学博士学位，1917年因光谱化学论文而被马德里大学授予博士学位。1920年开始在伦敦帝国学院从事研究工作。在一次锰电弧光谱的试验中，他检测出了一些光线构成的，他称之为"多元素"的复合原子光谱中存在着某些特征规律，即每种元素的光谱与其电子能量的变化存在相关性
。他的发现为索末菲和波尔等理论物理学家们提供了定义权威原子结构模型的实验证明
，因为该发现：  
- 建立了一种解释复杂元素光谱的新方法；
- 通过将光谱中发现的规律与原子中电子位置联系起来，确定了每种元素与其光谱之间假想的物理因果关系。

从实验测试、观察和逻辑推理，实现了对物质结构真实配置的理解，即确定构成“化学价态”的电子与光谱中某些谱线间的相关性，甚至他的实验推论使他能够证明光谱的因果关系。所有这些都可确认：  
- 对复杂原子中的电子构型进行解释 ；
- 电子能级变化与元素光谱间的关系；
- 定义每种元素的原子结构规律。

卡塔兰揭示了对多元素光谱的研究将会促进对原子中电子能量状态的进一步了解。
受阿诺·索末菲之邀，他来到了慕尼黑大学，在洛克菲勒基金会创建的物理和化学研究所工作，1930年他被任命为光谱部门的负责人。他还曾多次被邀请到位于华盛顿特区的国家标准局实验室、普林斯顿大学和麻省理工学院做研究。
他先后在专业期刊上发表过70多篇科学论文。在1924年、1926年和1929年曾得到西班牙皇家科学院（Real Academia de Ciencias）奖励，并在1930年被授予国际佩尔福特奖(Pelfort)。他与西班牙皇家语言学院院长，语言学家、文学家、史学家"拉蒙·梅嫩德斯·皮达尔"(Ramón Menéndez Pidal)的女儿希梅纳·梅嫩德斯·皮达尔结了婚。由于1936年7月弗朗西斯科·佛朗哥将军的军事政变，他和他的父亲被判犯有多项轻罪。
从1950年起，他开始担任马德里光学研究所光谱系(C.S.I.C.)主任，同时还兼任光谱学联合委员会顾问，主持该领域的工作。1954年入选马德里皇家科学院院士 。
1957年，他在马德里去世，享年63岁。
月球上的卡塔兰陨石坑就是以他的名字命名的。
依据对米格尔·卡塔兰转动动力学一些推想，他的弟子兼传记作家"加布里埃尔·巴塞罗"（ Gabriel Barceló），在多年以后发展出了动态相互作用理论(Theory of Dynamic Interactions)。 
为纪念卡塔兰，马德里自治区政府自2005年起设立了"米格尔·卡塔兰研究奖"，该奖项主要表彰其一生中在科学研究中作出杰出贡献的人
。每位获奖者将被授予一枚奖章、一份嘉奖令和42000欧元。该奖项的获奖者有：
- 2005年的化学家何塞·埃尔格罗·贝尔托利尼（José Elguero Bertolini）；
- 2006年的物理学家安东尼奥·埃尔南多·格兰德（Antonio Hernando Grande）；
- 2007年的航空工程师阿玛布尔·李尼安·马丁内斯（Amable Liñán Martínez）；
- 2008年的化学家何塞·路易斯·加西亚·费耶罗（José Luis García Fierro）；
- 2009年的生物学家米格尔·弗朗西斯科·桑切斯·马德里（Miguel Francisco Sánchez Madrid）。

自2008年来，又增设了一项针对40岁以下科研人员的"米格尔·卡塔兰研究奖"，奖项的获奖者也会获得一枚奖章、一份嘉奖令和21000欧元，并且所在研究机构也将得到50000欧元，以资助今后的研究。获奖者的：2008年的肿瘤学家奥斯卡·费尔南德斯·卡巴蒂罗（Oscar Fernández Carpetillo）和2009年的物理学家路易斯·劳尔·桑切斯·费尔南德斯（Luis Raúl Sánchez Fernández）。

## 备注
1. ↑  Sánchez Ron. . Madrid: Consejo Superior de Investigaciones Científicas. 1994.
2. ↑  Barceló Rico-Avello Gabriel. . Centro de Física "Miguel Antonio Catalán" (CFMAC-CSIC).  X Semana de la Ciencia. 2011.
3. ↑  .   [2017-10-10]. （原始内容存档于2017-08-12）.
4. ↑  Ficha del cráter lunar Catalán, Gazeteer of Planetary Nomenclature （页面存档备份，存于） Enlace consultado el 4 de julio de 2009.
5. ↑  Barceló Rico-Avello Gabriel. . ". Dinámica Fundación y ADANAE. 2009.